# La Baussaine
La Baussaine (tiếng Breton: Baosan, Gallo: La Bauczaènn) là một xã của tỉnh Ille-et-Vilaine, thuộc vùng Bretagne, miền tây bắc nước Pháp.